# Festival des 3 Continents 2014
Le Festival des 3 Continents 2014, 36e édition du festival, s'est déroulé du 25 novembre 2014 au 2 décembre 2014.

## Déroulement et faits marquants
La Montgolfière d'or va à  Hill of Freedom de Hong Sang-soo.

## Jury
- Ritesh Batra (réalisateur indien)
- Nadav Lapid (réalisateur israélien)
- Martine Scoupe-Fournier (distributrice)
- Aurélie Godet (membre du comité de sélection du festival de Locarno)
- Philippe Chevassu (distributeur)

## Sélection

### En compétition[2]
| Titre                                     | Réalisation                            | Pays                                         |
| ----------------------------------------- | -------------------------------------- | -------------------------------------------- |
| Love the One You Love                     | Jenna Cato Bass                        | Afrique du Sud                               |
| Flapping in the Middle of Nowhere         | Hoang Diep Nguyen                      | Viêt Nam                                     |
| Les Chants de ma mère                     | Erol Mintaş                            | Turquie                                      |
| Mauro                                     | Hernán Rosselli                        | Argentine                                    |
| Monte Adentro                             | Nicolás Macario Alonso                 | Colombie - Argentine                         |
| Les Dollars des sables (Dólares de Arena) | Laura Amelia Guzman et Israel Cardenas | République dominicaine - Argentine - Mexique |
| Gyeongju                                  | Zhang Lu                               | Corée du Sud                                 |
| Hill of Freedom (자유의 언덕)             | Hong Sang-soo                          | Corée du Sud                                 |
| Justice (Hustisya)                        | Joel Lamangan                          | Philippines                                  |
| As You Were                               | Liao Jiekai                            | Singapour                                    |

### Autres programmations
- Mélodrames
- Panorama du cinéma colombien contemporain
- Hommage à Yu Lik-wai (réalisateur et directeur de la photographie chinois)
- Hommage à Khady Sylla (réalisatrice sénégalaise)
- Films sur les Printemps arabes

## Palmarès[1]
- Montgolfière d'or : Hill of Freedom de Hong Sang-soo
- Montgolfière d'argent : Les Chants de ma mère de Erol Mintaş
- Mention spéciale : Flapping in the Middle of Nowhere de Hoang Diep Nguyen
- Prix du Jury Jeune : Love the One You Love de Jenna Cato Bass
- Prix du public : Les Chants de ma mère de Erol Mintaş